# FIA WTCC makaói nagydíj
A FIA WTCC makaói nagydíjat a Guia Circuit-en rendezik meg Makaóban. A verseny minden évben résztvevője a sorozatnak a világbajnokság 2005-ös visszatérése óta.

## Futamgyőztesek
| Év   | Versenyző                      | Gyártó    | Helyszín     | Összefoglaló |
| ---- | ------------------------------ | --------- | ------------ | ------------ |
| 2014 | 1. verseny : José María López  | Citroën   | Guia Circuit | Összefoglaló |
| 2014 | 2. verseny : Robert Huff       | Lada      | Guia Circuit | Összefoglaló |
| 2013 | 1. verseny : Yvan Muller       | Chevrolet | Guia Circuit | Összefoglaló |
| 2013 | 2. verseny : Robert Huff       | SEAT      | Guia Circuit | Összefoglaló |
| 2012 | 1. verseny : Yvan Muller       | Chevrolet | Guia Circuit | Összefoglaló |
| 2012 | 2. verseny : Alain Menu        | Chevrolet | Guia Circuit | Összefoglaló |
| 2011 | 1. verseny : Robert Huff       | Chevrolet | Guia Circuit | Összefoglaló |
| 2011 | 2. verseny : Robert Huff       | Chevrolet | Guia Circuit | Összefoglaló |
| 2010 | 1. verseny : Robert Huff       | Chevrolet | Guia Circuit | Összefoglaló |
| 2010 | 2. verseny : Michelisz Norbert | SEAT      | Guia Circuit | Összefoglaló |
| 2009 | 1. verseny : Robert Huff       | Chevrolet | Guia Circuit | Összefoglaló |
| 2009 | 2. verseny : Augusto Farfus    | BMW       | Guia Circuit | Összefoglaló |
| 2008 | 1. verseny : Alain Menu        | Chevrolet | Guia Circuit | Összefoglaló |
| 2008 | 2. verseny : Robert Huff       | Chevrolet | Guia Circuit | Összefoglaló |
| 2007 | 1. verseny : Alain Menu        | Chevrolet | Guia Circuit | Összefoglaló |
| 2007 | 2. verseny : Andy Priaulx      | BMW       | Guia Circuit | Összefoglaló |
| 2006 | 1. verseny : Andy Priaulx      | BMW       | Guia Circuit | Összefoglaló |
| 2006 | 2. verseny : Jörg Müller       | BMW       | Guia Circuit | Összefoglaló |
| 2005 | 1. verseny : Augusto Farfus    | BMW       | Guia Circuit | Összefoglaló |
| 2005 | 2. verseny : Duncan Huisman    | BMW       | Guia Circuit | Összefoglaló |